# Turbogredni motor
Turbogredni motor tudi turboosni je vrsta turbinskega letalskega motorja, kjer se proizvaja mehanska moč na gredi, namesto reaktivnega potiska.
Zasnova je precej podobna reaktivnemu motorju, le da je več stopenj turbin, ki pridobijo mehansko energijo iz izpušnega plina. V bistvu so še bolj podobni turbopropelerskim motorjem z le majhnimi tehničnimi razlikami v namestitvi. Obstajajo motorji, ki so izdelani v obeh različicah (turbopropelerski in turbogredni).
Uporablja se jih, kjer je potrebna velika moč, majhna teža in velikost in zanesljivost. Zgledi uporabe: največ helikopterji, APU (pomožna enota) na reaktivnih letalih, hitri čolni, tanki, hovercrafti in stacionarna oprema

## Delovanje
Motor je sestavljen iz dveh glavnih delov 'gas generator - plinski generator' in te 'pogonska turbina'. Generator je sestavljen iz kompresorja, zgorevalne komore, in eno ali več turbinami. Njegova vloga je, da skrbi za delovanje motorja. Moč pa pridobimo na pogonski turbini, ki po navadi ni mehanično povezana z generatorjem plina. Po navadi je povezana na reduktor, ki zmanjša velike vrtljaje turbine. Izraz prosta turbina pomeni, da ni mehanično povezana s turbino in kompresorjem plinskega generatorja. Tako se lahko vsak del vrti s svojo frekvenco. To je zelo uporabno, ker ni potreben dodatni mehanizem, npr večstopenjski reduktor za spreminjanje vrtljajev in sklopka.
Postavitev turbogrednega motorja je podobna turbopropu, razlika je v ležajih in načinu vgradnje ter prenosnemu mehanizmu.
Poseben primer turbogrednega motorja je Pratt & Whitney F135-PW-600 na lovskem letalu F-35B. V bistvu je turboventilatorski motor, ko leti kot konvencionalno letalo, ko pa pristaja/vzleta navpično poganja LiftFan ventilator in se tako spremeni v turbogredni motor.

## Zgodovina
Prvi turbinski motor za helikopter je zgradilo francosko podjeteje Turbomeca pod vodstvom  Josepha Szydlowskega. Leta 1948 so zgradili prvi francosko načrtovani turbinski motor 100-konjski 782, ki je našel uporabo v letalstvu in helikopterjih. Leta 1944 so Nemci uporabili turbinski motor za tanke Panter.